# Campeonato Africano de Atletismo de 2024
A 23ª edição do Campeonato Africano de Atletismo foi organizado pela Confederação Africana de Atletismo no período de 21 a 26 de junho de 2024 no Estádio de Japoma, em Duala, nos Camarões. O evento contou com 800 atletas de 49 nacionalidades distribuídos em 45 provas ao longo de seis dias de competição. O maior medalhista no torneio foi a África do Sul com 19 medalhas, sedo nove de ouro.

## Quadro de medalhas
O quadro de medalhas foi publicado.
| Ordem | País                      | Medalha de ouro | Medalha de prata | Medalha de bronze | Total |
| ----- | ------------------------- | --------------- | ---------------- | ----------------- | ----- |
| 1     | África do Sul             | 9               | 4                | 6                 | 19    |
| 2     | Quênia                    | 5               | 7                | 7                 | 19    |
| 3     | Nigéria                   | 5               | 6                | 4                 | 15    |
| 4     | Etiópia                   | 5               | 4                | 1                 | 10    |
| 5     | Argélia                   | 3               | 4                | 1                 | 8     |
| 6     | Libéria                   | 3               | 1                | 1                 | 5     |
| 7     | Senegal                   | 3               | 0                | 1                 | 4     |
| 8     | Botswana                  | 2               | 3                | 1                 | 6     |
| 9     | Gana                      | 2               | 1                | 0                 | 3     |
| 10    | Uganda                    | 2               | 0                | 3                 | 5     |
| 11    | Egito                     | 1               | 2                | 3                 | 6     |
| 12    | Djibuti                   | 1               | 1                | 2                 | 4     |
| 12    | Costa do Marfim           | 1               | 1                | 2                 | 4     |
| 14    | Burquina Fasso            | 1               | 1                | 0                 | 2     |
| 15    | Benim                     | 1               | 0                | 0                 | 1     |
| 15    | Gâmbia                    | 1               | 0                | 0                 | 1     |
| 17    | Camarões                  | 0               | 3                | 3                 | 6     |
| 18    | Marrocos                  | 0               | 2                | 1                 | 3     |
| 18    | Zâmbia                    | 0               | 2                | 1                 | 3     |
| 20    | Zimbabwe                  | 0               | 2                | 0                 | 2     |
| 21    | Namíbia                   | 0               | 1                | 1                 | 2     |
| 22    | Tunísia                   | 0               | 1                | 0                 | 1     |
| 23    | República Centro-Africana | 0               | 0                | 1                 | 1     |
| 23    | Guiné                     | 0               | 0                | 1                 | 1     |
| 23    | Madagáscar                | 0               | 0                | 1                 | 1     |
| 23    | Malawi                    | 0               | 0                | 1                 | 1     |
| 23    | Mali                      | 0               | 0                | 1                 | 1     |
| Total | Total                     | 45              | 46               | 43                | 134   |

## Medalhistas
Esses foram os resultados do campeonato. 

### Masculino
| Evento                           | Ouro                                                                                      | Ouro     | Prata | Prata    | Bronze | Bronze        |
| -------------------------------- | ----------------------------------------------------------------------------------------- | -------- | --- | -------- | --- | ------------- |
| 100 metros detalhes              | Joseph Fahnbulleh · Libéria                                                               | 10.13    | Emmanuel Eseme · Camarões | 10.15    | Benjamin Richardson · África do Sul                                                                              | 10.17         |
| 200 metros detalhes              | Joseph Fahnbulleh · Libéria                                                               | 20.25    | Tapiwanashe Makarawu · Zimbabwe | 20.51    | Emmanuel Eseme · Camarões                                                                                        | 20.66         |
| 400 metros detalhes              | Cheikh Tidiane Diouf · Senegal                                                            | 45.23    | Lee Eppie · Botswana | 45.39    | Samuel Ogazi · Nigéria                                                                                           | 45.47         |
| 800 metros detalhes              | Alex Kipngetich · Quênia                                                                  | 1:45.02  | Kethobogile Haingura · Botswana | 1:45.54  | Tom Dradriga · Uganda                                                                                            | 1:46.01       |
| 1 500 metros detalhes            | Brian Komen · Quênia                                                                      | 3:33.95  | Ayanleh Abdi Abdillahi · Djibuti | 3:36.24  | Boaz Kiprugut · Quênia                                                                                           | 3:37.25       |
| 5 000 metros detalhes            | Mohamed Ismail Ibrahim · Djibuti                                                          | 13:38.38 | Nibret Melak · Etiópia | 13:42.95 | Abdi Waiss Mouhyadin · Djibuti                                                                                   | 13:43.20      |
| 10 000 metros detalhes           | Nibret Melak · Etiópia                                                                    | 28:52.27 | Gemechu Dida · Etiópia | 28:52.79 | Roncer Kipkorir Konga · Quênia                                                                                   | 28:52.94      |
| 110 metros barreiras detalhes    | Louis François Mendy · Senegal                                                            | 13.49    | Amine Bouanani · Argélia | 13.59    | Yousuf Badawy Sayed · Egito                                                                                      | 13.79         |
| 400 metros barreiras detalhes    | Victor Ntweng · Botswana                                                                  | 48.88    | Kemorena Tisang · Botswana | 49.24    | Abdelmalik Lahoulou · Argélia                                                                                    | 49.36         |
| 3 000 metros obstáculos detalhes | Leonard Chemutai · Uganda                                                                 | 8:21.30  | Edmund Serem · Quênia | 8:21.94  | Matthew Kosgei · Quênia                                                                                          | 8:21.98       |
| 4×100 metros estafetas detalhes  | Gana · Ibrahim Fuseini · Isaac Botsio · Edwin Gadayi · Abdul-Rasheed Saminu               | 38.63    | Nigéria · Kayinsola Ajayi · Usheoritse Itsekiri · Alaba Akintola · Godson Oghenebrume · Alexander Chukwukelu* · Emmanuel Ifeanyi Ojeli* | 38.84    | Costa do Marfim · Gnamien Nehemie N'Goran · Ismaël Koné · Arthur Cissé · Kouadio Éric Kouame · Adzeu Yapo Jacky* | 39.77         |
| 4×400 metros estafetas detalhes  | Botswana · Omphile Seribe · Busang Collen Kebinatshipi · Boitumelo Masilo · Leungo Scotch | 3:02.23  | Quênia · Kevin Kipkorir · Kelvin Sane Tauta · David Sanayek Kapirante · Brian Onyari Tinega                                             | 3:02.34  | Zâmbia · Kennedy Luchembe · Patrick Kakozi Nyambe · David Mulenga · Muzala Samukonga                             | 3:02.56       |
| 20 km marcha detalhes            | Misgana Wakuma Fekansa · Etiópia                                                          | 1:22.49  | Heristone Wanyonyi · Quênia | 1:23.26  | Wayne Snyman · África do Sul                                                                                     | 1:25.19       |
| Salto em altura detalhes         | Brian Raats · África do Sul                                                               | 2.18 m   | Saad Hammouda · MarrocosKemboi Asbel Kiprop · Quênia                                                                                    | 2.15 m   | Sem premiação | Sem premiação |
| Salto com vara detalhes          | Kyle Rademeyer · África do Sul                                                            | 5.20 m   | Mehdi Amar Rouana · Argélia | 5.10 m   | Boubacar Diallo · Mali                                                                                           | 5.10 m        |
| Salto em distância detalhes      | Cheswill Johnson · África do Sul                                                          | 7.78 m   | Chenoult Lionel Coetzee · Namíbia | 7.78 m   | Goodness Iredia · Nigéria                                                                                        | 7.75 m        |
| Salto triplo detalhes            | Hugues Fabrice Zango · Burquina Fasso                                                     | 17.18 m  | Chengetayi Mapaya · Zimbabwe | 16.87 m  | Amath Faye · Senegal                                                                                             | 16.54 m       |
| Arremesso de peso detalhes       | Chukwuebuka Enekwechi · Nigéria                                                           | 21.14 m  | Mostafa Hassan · Egito | 20.25 m  | Mohamed Magdi Hamza · Egito                                                                                      | 19.72 m       |
| Lançamento de disco detalhes     | Oussama Khennoussi · Argélia                                                              | 63.90 m  | Victor Hogan · África do Sul | 63.87 m  | Ryan Williams · Namíbia                                                                                          | 56.78 m       |
| Lançamento de martelo detalhes   | Mostafa El Gamel · Egito                                                                  | 72.88 m  | Ahmed Tarek Ismail · Egito | 70.71 m  | Allan Cumming · África do Sul                                                                                    | 69.43 m       |
| Lançamento de dardo detalhes     | Julius Yego · Quênia                                                                      | 80.24 m  | Nnamdi Chinecherem · Nigéria | 79.22 m  | Mustafa Mahmoud Abdel Khaliq · Egito                                                                             | 77.25 m       |
| Decatlo detalhes                 | Larbi Bourrada · Argélia                                                                  | 7447 pts | Dhiae Boudoumi · Argélia | 7218 pts | Edwin Kipmutai Too · Quênia                                                                                      | 7132 pts      |

* Indica que o atleta só competiu nas baterias e recebeu medalhas.

### Feminino
| Evento                           | Ouro | Ouro     | Prata                                                                        | Prata    | Bronze                                                                                         | Bronze        |
| -------------------------------- | --- | -------- | ---------------------------------------------------------------------------- | -------- | ---------------------------------------------------------------------------------------------- | ------------- |
| 100 metros detalhes              | Gina Bass-Bittaye · Gâmbia                                                                                       | 11.14    | Maia McCoy · Libéria                                                         | 11.16    | Maboundou Koné · Costa do Marfim                                                               | 11.24         |
| 200 metros detalhes              | Jessica Gbai · Costa do Marfim                                                                                   | 22.84    | Maboundou Koné · Costa do Marfim                                             | 22.99    | Asimenye Simwaka · Malawi                                                                      | 23.05         |
| 400 metros detalhes              | Miranda Coetzee · África do Sul                                                                                  | 51.16    | Quincy Malekani · Zâmbia                                                     | 51.56    | Esther Elo Joseph · Nigéria                                                                    | 51.94         |
| 800 metros detalhes              | Sarah Moraa · Quênia                                                                                             | 2:00.27  | Lilian Odira · Quênia                                                        | 2:00.36  | Soukaina Hajji · Marrocos                                                                      | 2:00.91       |
| 1 500 metros detalhes            | Saron Berhe · Etiópia                                                                                            | 4:06.05  | Caroline Nyaga · Quênia                                                      | 4:06.76  | Esther Chebet · Uganda                                                                         | 4:06.90       |
| 5 000 metros detalhes            | Fantaye Belayneh · Etiópia                                                                                       | 15:30.10 | Wubrist Aschal · Etiópia                                                     | 15:30.25 | Samiyah Hassan Nour · Djibuti                                                                  | 15:42.63      |
| 10 000 metros detalhes           | Gladys Kwamboka · Quênia                                                                                         | 36:53.59 | Rebecca Mwangi · Quênia                                                      | 36:59.69 | Gela Hambese · Etiópia                                                                         | 37:09.20      |
| 100 metros barreiras detalhes    | Ebony Morrison · Libéria                                                                                         | 12.70 ,  | Marione Fourie · África do Sul                                               | 12.74    | Sidonie Fiadanantsoa · Madagáscar                                                              | 12.98         |
| 400 metros barreiras detalhes    | Rogail Joseph · África do Sul                                                                                    | 55.71    | Noura Ennadi · Marrocos                                                      | 56.16    | Linda Angounou · Camarões                                                                      | 56.48         |
| 3 000 metros obstáculos detalhes | Loice Chekwemoi · Uganda                                                                                         | 9:24.47  | Alemnat Wa · Etiópia                                                         | 9:35.19  | Leah Jeruto · Quênia                                                                           | 9:36.33       |
| 4×100 metros estafetas detalhes  | Nigéria · Justina Tiana Eyakpobeyan · Tima Seikeseye Godbless · Olayinka Olajide · Tobi Amusan · Adaobi Tabugbo* | 43.01    | Gana · Mary Boakye · Anita Afrifa · Halutie Hor · Deborah Acheampong         | 43.62    | Libéria · Destiny Smith-Barnett · Maia McCoy · Ebony Morrison · Thelma Davies · Symone Darius* | 44.38         |
| 4×400 metros estafetas detalhes  | Nigéria · Patience Okon George · Esther Elo Joseph · Omolara Ogunmakinju · Ella Onojuvwevwo                      | 3:27.31  | Zâmbia · Rhoda Njobvu · Niddy Mingilishi · {Quincy Malekani · Abygirl Sepiso | 3:32.18  | Quênia · Joan Cherono · Veronica Kamumbe Mutua · Esther Mbagari · Mercy Chebet                 | 3:32.65       |
| 20 km marcha detalhes            | Sintayehu Masire Teshager · Etiópia                                                                              | 1:37.46  | Souad Azzi · Argélia                                                         | 1:40.36  | Margret Gati Chacha · Quênia                                                                   | 1:41.19       |
| Salto em altura detalhes         | Rose Amoanimaa Yeboah · Gana                                                                                     | 1.87 m   | Temitope Adeshina · Nigéria                                                  | 1.84 m   | Fatoumata Balley · Guiné                                                                       | 1.84 m        |
| Salto com vara detalhes          | Miré Reinstorf · África do Sul                                                                                   | 4.10 m   | Dorra Mahfoudhi · Tunísia                                                    | 3.60 m   | Sem premiação                                                                                  | Sem premiação |
| Salto em distância detalhes      | Ese Brume · Nigéria                                                                                              | 6.73 m   | Marthe Koala · Burquina Fasso                                                | 6.72 m   | Danielle Nolte · África do Sul                                                                 | 6.44 m        |
| Salto triplo detalhes            | Saly Sarr · Senegal                                                                                              | 14.06 m  | Anne-Suzanna Fosther-Katta · Camarões                                        | 13.45 m  | Veronique Kossenda Rey · Camarões                                                              | 13.35 m       |
| Arremesso de peso detalhes       | Ashley Erasmus · África do Sul                                                                                   | 18.17 m  | Miné de Klerk · África do Sul                                                | 17.09 m  | Colette Uys · África do Sul                                                                    | 16.28 m       |
| Lançamento de disco detalhes     | Ashley Anumba · Nigéria                                                                                          | 59.30 m  | Obiageri Amaechi · Nigéria                                                   | 58.80 m  | Chioma Onyekwere · Nigéria                                                                     | 57.93 m       |
| Lançamento de martelo detalhes   | Zahra Tatar · Argélia                                                                                            | 67.82 m  | Oyesade Olatoye · Nigéria                                                    | 67.72 m  | Zouina Bouzebra · Argélia                                                                      | 65.48 m       |
| Lançamento de dardo detalhes     | Jo-Ane van Dyk · África do Sul                                                                                   | 57.03 m  | Jana van Schalkwyk · África do Sul                                           | 55.14 m  | Josephine Joyce Lalam · Uganda                                                                 | 53.57 m       |
| Heptatlo detalhes                | Odile Ahouanwanou · Benim                                                                                        | 5777 pts | Adèle Mafogang · Camarões                                                    | 5527 pts | Shannon Verster · África do Sul                                                                | 5239 pts      |

* Indica que o atleta só competiu nas baterias e recebeu medalhas.

### Misto
| Evento                          | Ouro                                                                                | Ouro      | Prata                                                                                        | Prata   | Bronze                                                                        | Bronze  |
| ------------------------------- | ----------------------------------------------------------------------------------- | --------- | -------------------------------------------------------------------------------------------- | ------- | ----------------------------------------------------------------------------- | ------- |
| 4×400 metros estafetas detalhes | África do Sul · Gardeo Isaacs · Shirley Nekhubui · Mthi Mthimkulu · Miranda Coetzee | 3:13.12 , | Nigéria · Ifeanyi Emmanuel Ojeli · Ella Onojuvwevwo · Dubem Nwachukwu · Patience Okon George | 3:13.72 | Botswana · Leungo Scotch · Obakeng Kamberuka · Bayapo Ndori · Galefele Moroko | 3:15.93 |

Legenda
| Recorde mundial       | Recorde mundial (World record)               |                       | Recorde africano                      | Recorde africano (African) |                                           | Q | Classificado por posição (Qualified) |
| Recorde do campeonato | Recorde do campeonato (Championship record)  | Recorde da América    | Recorde da América (Americas)         | q                          | Classificado por melhor tempo (Qualified) |   |                                      |
| Melhor marca do ano   | Melhor marca do ano (World leading)          | Recorde asiático      | Recorde asiático (Asian)              | DNS                        | Não largou (Did not start)                |   |                                      |
| Recorde nacional      | Recorde nacional (National record)           | Recorde europeu       | Recorde europeu (European)            | DNF                        | Não terminou (Did not finish)             |   |                                      |
| Recorde pessoal       | Recorde pessoal do atleta (Personal best)    | Recorde da Oceania    | Recorde da Oceania (Oceania)          | DSQ / DQ                   | Desclassificado (Disqualified)            |   |                                      |
| Recorde da temporada  | Recorde da temporada do atleta (Season best) | Recorde sul-americano | Recorde sul-americano (South America) | NM                         | Sem marca (No mark)                       |   |                                      |